# Alamiro Giampieri
Alamiro Giampieri (San Giovanni Valdarno, 3 giugno 1893 – Genova, 8 ottobre 1963) è stato un compositore, clarinettista e direttore d'orchestra italiano.

## Biografia
Alamiro Giampieri è nato a San Giovanni Valdarno il 3 giugno 1893. Ha studiato clarinetto nella classe di Domenico Nocentini al Regio Conservatorio di Musica di Firenze, e nella classe di Strumentazione per Banda, armonia e contrappunto di Antonio Scontrino.
Dal 1920 al 1962 fu successivamente 2° e 1° clarinetto al Teatro Carlo Felice di Genova. Ha successivamente insegnato clarinetto dal 1922 al 1937 presso il Conservatorio Niccolò Paganini di Genova, e dal 1938 al 1962 divenne professore riconosciuto di clarinetto e Strumentazione per Banda al Regio Conservatorio di Musica di Milano.
Intorno al 1928 ha progettato due automatismi che contribuirono a perfezionare la meccanica di alcune chiavi del clarinetto, senza alternare la diteggiatura.
È stato arrangiatore, compositore e autore, di un importante metodo per clarinetto e di materiale didattico anche per altri strumenti della famiglia dei legni e degli ottoni.
È stato anche direttore di una banda da concerto.
Ha scritto varie composizionie, la cui più celebre è il suo capriccio per clarinetto sul tema del Carnevale di Venezia, ancora oggi regolarmente ripreso dai clarinettisti e presentato in concerto dai solisti. Sue composizioni sono state raccolte e pubblicate da Casa Ricordi.
Un critico dell'epoca lo ha descritto: "come didatta, teorico, tecnico e innovatore del suo strumento ha dimostrato un intelletto vivo ed una non comune perspicacia".